# DENIMS
DENIMS（デニムス）は、大阪堺発の日本のバンド。主催イベントの他、各地フェス、対バンイベント多数出演中。

## 概要

### OSAMI studio
- 釜中の祖父・オサミの工場倉庫をメンバーのDIYで音楽スタジオとし、自主レーベルの活動拠点とする。都度改築を繰り返し、機材も増え作曲・練習場の他、録音スタジオともなっており、インスタライブ配信、毎週金曜日21時にDENIMSのデニキングDX（Spotifyポッドキャスト）収録なども行われる。

### DENIMS誕生から現在まで
- 中学で釜中、江山ともう一名の幼馴染でバンドを組み、ゆずのカバーなど演奏。
- 2008年、江山と高校の同級生で釜中とバイトが一緒だった松原の3人で、AWAYOKUBA結成。同年、釜中と同じ大学で同級生のあんどうがキーボードとして加入。
- 2012年、6月30日の大阪・堺東Goithでのライブを最後に、AWAYOKUBAからKey.あんどうが脱退。これに伴いAWAYOKUBAが解散。
- その後、同じく2012年に釜中、江山、松原の3人が隣町のGt.岡本を誘いDENIMS結成。
- 2020年末にBa.松原脱退後、2021年からBa.土井徳人新規加入。

## 略歴
2012年
- 大阪 堺にてDENIMS結成。

2015年
- 自主レーベルOSAMIstudioから初の全国流通盤となる1st Mini Album “Daily use” をリリース。

2016年
- 2nd Mini Album“iggy&pops”をリリース、ツアーファイナル@東心斎橋CONPASS初ワンマン完売。
- フジロックフェスティバル’16出演。

2017年
- VIVA LA ROCK 2017出演。
- 1st full album “DENIMS” をリリース。

2018年
- 東名阪福、4都市のワンマンツアーを行い全公演完売。
- 大阪・味園ユニバースにてDENIMS主催フェス”ODD SAFARI”を開催、700人動員・完売。
- RUSH BALL 2018出演。

2019年
- V6 50thシングル「Super Powers/Right Now」のカップリング曲としてComing Century「そんな顔しなくたっていい」を楽曲提供及び演奏。
- DENIMS主催フェス”ODD SAFARI vol.2″開催、800人動員・完売。
- 2nd Full Album “makuake” をリリース。

2020年
- 3rd Mini Album “more local” をリリース、”I’m”がFM802ヘヴィー・ローテーションに決定。
- 初のワンマンツアー “feel more local” を開催。
- 12月、Ba.松原の脱退ライブ『MAT-TUN TO THE FUTURE』を心斎橋BIGCATにて開催。この日を持って松原がDENIMSを脱退。

2021年
- Special Favorite Music（バンド）での対バン経験もあり、元から知り合いであったBa.土井徳人を誘い、新規加入。
- 4月、さとうもかコラボ曲Cry baby、Loop、情熱　3作配信リリース。
- 5月、DENIMS主催フェス”ODD SAFARI vol.3″開催。
- 5月、「味の素コンソメ」CM楽曲制作。
- 8月、フジロックフェスティバル’21　RED MARQUEEステージ出演。

2022年
- 2月、TBSラジオ「メガネびいき」にオンエア800　回記念ソングを寄贈
- 5月、DENIMS主催フェス”ODD SAFARI vol.4″開催。
- 9月、初のホーン隊をゲストに招いたスペシャルライブ“Bubbly Lovely Safari”を東京COTTON CLUB/大阪サンタ・マリア号にて開催。
- 10月、アユニ・D（PEDRO）をゲストに招いた配信Single “ふたり feat. アユニ・D”リリース。
- 12月～翌年3月、全国oneman tour 『Sing a Simple Song』開催。

2023年
- 1月、3rd Full Album “ugly beauty”をリリース
- 1月、国内最大級の恋活・婚活マッチングアプリ「Pairs」CMに「春告」書きおろし
- 5月、DENIMS主催フェス”ODD SAFARI vol.5″開催。
- 9月、ホーン隊をゲストに招いたスペシャルライブ“Bubbly Lovely Safari”を東京COTTON CLUB/大阪サンタ・マリア号にて開催。
- 10月、「暗闇坂むささび変化」カバーをYouTubeにアップロード[2]。
- 10月、朝霧JAM出演。
- 12月、”おふろのうた”relese party 『おふろのうたげ』大阪・朝日温泉、東京・御谷湯にて開催。

2024年
- 5月、DENIMS主催フェス”ODD SAFARI vol.6″開催。
- 6月、4th Full Album”RICORITA”をリリース。
- 7～9月、RICORITA release oneman tour 『Journey To RICORITA』開催。
- 10月～12月、「ええあそびばtour」大阪サンタ・マリア号を皮切りに、カフェ、ボーリング場、診療所などDENIMSならではの会場でライブを開催。

## メンバー
- 釜中　健伍 かまなか　けんご

1988年5月16日（36歳）
ボーカル＆ギター、作詞作曲
カマチュー
O型　
〈個人活動〉　楽曲提供、弾き語り、DJ
2017年７月　Eテレ「実験器具ブルース」(楽曲提供)
2022年４月　武藤彩未　「Favorite」(楽曲提供)
2022年６月　KOPERU＆ISSEI「DONUTS」(ゲストボーカル)　
2023年９月　Noranekoguts 「愛日」（プロデュース）
2024年１月　Qnel 「ハイウェイ」(ゲストボーカル)
〈ペット〉　うにお（サイベリアンフォレストキャット）
〈趣味特技〉　ドア塗装 、タコス作り、スパイスカレー作り、古着屋巡り、各種デザイン
- 岡本　悠亮 おかもと　ゆうすけ

1988年5月5日（36歳）
ギター＆コーラス、作詞作曲
おかゆちゃん　オカユハツコイ（弾き語り）
A型　
〈個人活動〉　オカユハツコイ（真夏の嘘実 boy don't cry EP）、弾き語り、DJ
〈ペット〉　がんきゅうなめたろう（ヒョウモントカゲモドキ）ごぼてん（クレステットゲッコー）ジェットリー（イグアナ）アンニーアンドアロイ（モルモット）まめちゃん（デグーマウス）ニン（チンチラ）ミケランジェロ（フトアゴヒゲトカゲ）おもち&おこげ（文鳥）etc
〈趣味特技〉　酒場探訪、似顔絵、昆虫採集、雑学王、ボトルネック奏法、深夜のインスタライブ
- 土井　徳人 どい　のりと

1994年1月28日（31歳）
ベース＆コーラス、グッズ制作
ドリト
A型　
〈個人活動〉　Special Favorite Music、Ba演奏協力
〈ペット〉　ちゃちゃ丸（チワワ＆ミニチュアダックスMIX）ロン（ダップー※ミニチュアダックス&トイプードルMIX）
〈趣味特技〉　ベース検索、レコード鑑賞、家事全般、基本的に家でも座らないでずっと動いてる、辛いもの好き、ボクシング、背泳ぎ、グッズ制作担当
- 江山 真司  えやま　まさし

1988年7月9日（36歳）
ドラムス＆コーラス、レコーディング、配信、各種DIY
えやMAX　
O型　
〈個人活動〉　オカユハツコイ「真夏の嘘実」EP Recouding,Mix,Drums担当
〈趣味特技〉　サバゲー、機材車DIY、オサミスタジオ建設、革細工、釣り、イヤモニレジン制作、配信、PA、編集、酔っ払った深夜のXポエム投稿、一本締め